# 地理壳
地理壳（英語：Geographical crust）也称作景观壳、地球表层。是地球岩石圈、大气圈、水圈、生物圈相互作用、相互渗透形成的统一整体。一般认为其范围上至大气对流层顶（约8—18公里）,下到沉积岩所及深度（0—10公里）。

## 构成
地理壳由地质地貌（岩石圈）、气象气候（大气圈）、水文（水圈）等无机成分和土壤、植物、动物（生物圈）等有机成分构成。